# 垂井一郎
垂井 一郎（たるい いちろう、1923年8月14日 - 2010年5月16日）は、日本の経営者。セコム社長、会長を務めた。

## 経歴
東京都出身。1948年に東北大学法文学部法科を卒業し、同年に日本銀行に入行。1973年4月に日本警備保障(のちのセコム)取締役に就任し、1975年2月に常務、同年8月に専務を経て、1976年2月に社長に就任。1987年2月に取締役相談役に就任し、1995年6月から相談役を務めた。
2010年5月16日膵臓癌のために死去。86歳没。